# 南郷市兵
南郷 市兵（なんごう いっぺい）は、福島県立ふたば未来学園中学校・高等学校副校長、文部科学省職員。中央教育審議会初等中等教育分科会委員を務めた。

## 来歴
1978年東京都生まれ。2001年慶應義塾大学卒業。IT企業勤務を経て文部科学省入省。東日本大震災後は被災三県の学校で、子供たちが地域復興等に取り組む「創造的復興教育」を推進。原発災害で避難対象となった福島県双葉郡の教育復興に携わり、2015年4月、福島県立ふたば未来学園高等学校の開校と同時に副校長として着任。同時に、全国の学習指導要領改訂を審議する中央教育審議会教育課程部会専門委員を務める。

## 著書
- 『「アクティブ・ラーニング」を考える』（寄稿、教育課程研究会 編、2016年9月、東洋館出版社）
- 『希望の教育』（筆頭著者、文部科学省創造的復興教育研究会 著、2014年3月、東洋館出版社）